# Leucauge polita
Leucauge polita este o specie de păianjeni din genul Leucauge, familia Tetragnathidae. A fost descrisă pentru prima dată de Keyserling, 1893.
Este endemică în Guatemala. Conform Catalogue of Life specia Leucauge polita nu are subspecii cunoscute.